# Jüdischer Friedhof (Mohelnice)
Koordinaten: 49° 46′ 24″ N, 16° 56′ 10″ O

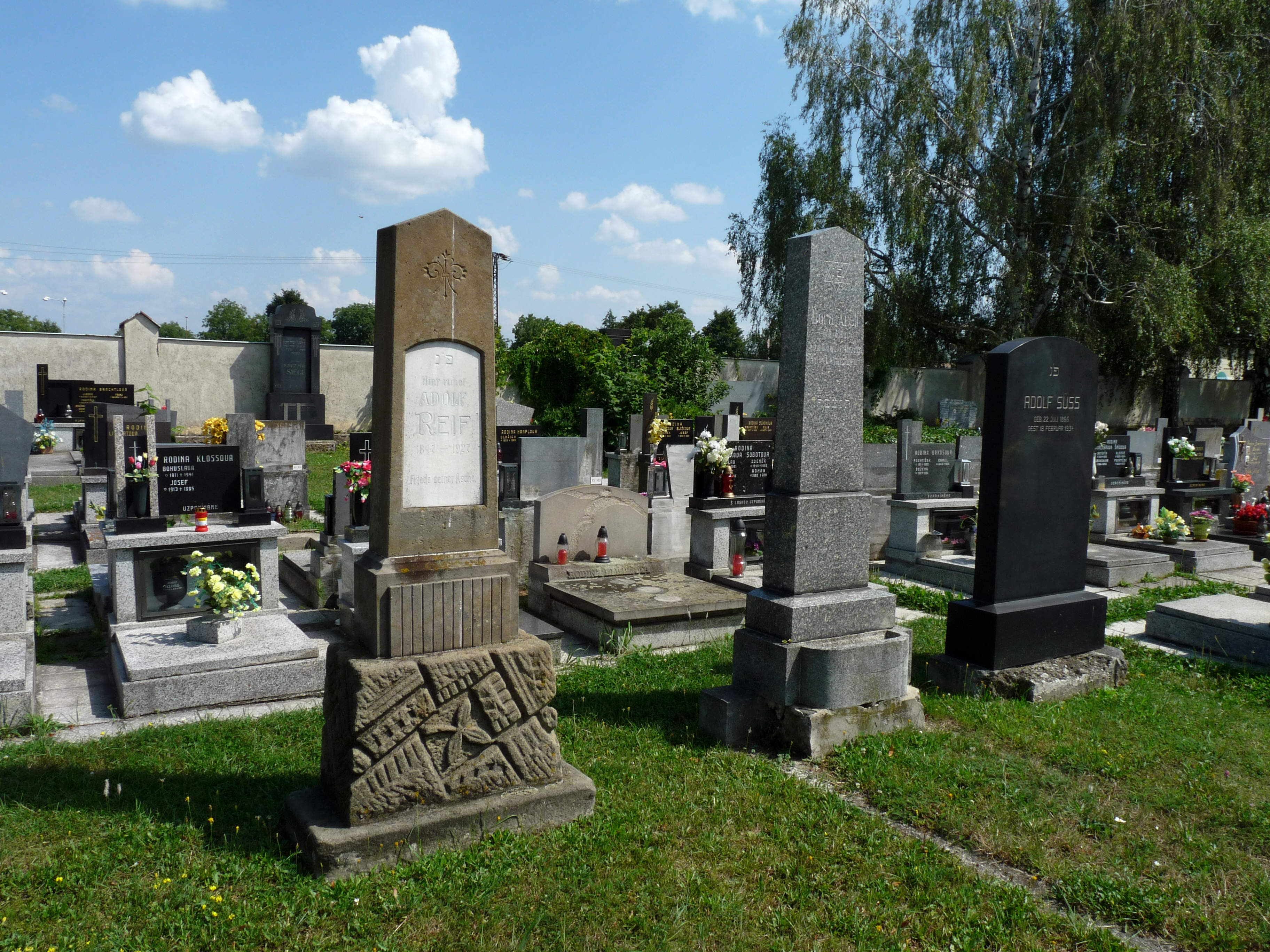
Jüdischer Friedhof in Mohelnice

Der Jüdische Friedhof in Mohelnice (deutsch Müglitz), einer tschechischen Stadt im Okres Šumperk der Olmützer Region, wurde 1554 angelegt. Der Jüdische Friedhof liegt am östlichen Stadtrand.
Heute sind auf dem 6500 Quadratmeter große Friedhof noch etwa 650 Grabsteine vorhanden.